# Romfördraget
För andra betydelser, se Romfördraget (olika betydelser).
Denna artikel behandlar det ursprungliga fördraget som undertecknades den 25 mars 1957. För det nuvarande grundfördraget med alla ändringsfördrag, se fördraget om Europeiska unionens funktionssätt.
Romfördraget, formellt fördraget om upprättandet av Europeiska ekonomiska gemenskapen (EEG-fördraget), är ett fördrag inom Europeiska unionen som undertecknades den 25 mars 1957 i Rom, Italien. Det trädde i kraft den 1 januari 1958 efter att ha ratificerats av alla medlemsstater i enlighet med deras respektive konstitutionella bestämmelser.
Romfördraget upprättade Europeiska ekonomiska gemenskapen och lade grunden för inrättandet av en gemensam marknad med fri rörlighet av varor, tjänster, personer och kapital, gemensamma konkurrensregler och viss harmonisering av medlemsstaternas lagar. Fördraget banade även vägen för en gemensam jordbrukspolitik och en gemensam transportpolitik, samt viss gemensam ekonomisk politik och socialpolitik.
Sedan fördraget trädde i kraft har det ändrats ett flertal gånger, bland annat för att uppta nya medlemsstater och för att fördjupa samarbetet. Genom Maastrichtfördraget bytte fördragets formella namn till ”fördraget om upprättandet av Europeiska gemenskapen” och genom Lissabonfördraget antogs det nuvarande namnet ”fördraget om Europeiska unionens funktionssätt”.

## Historia

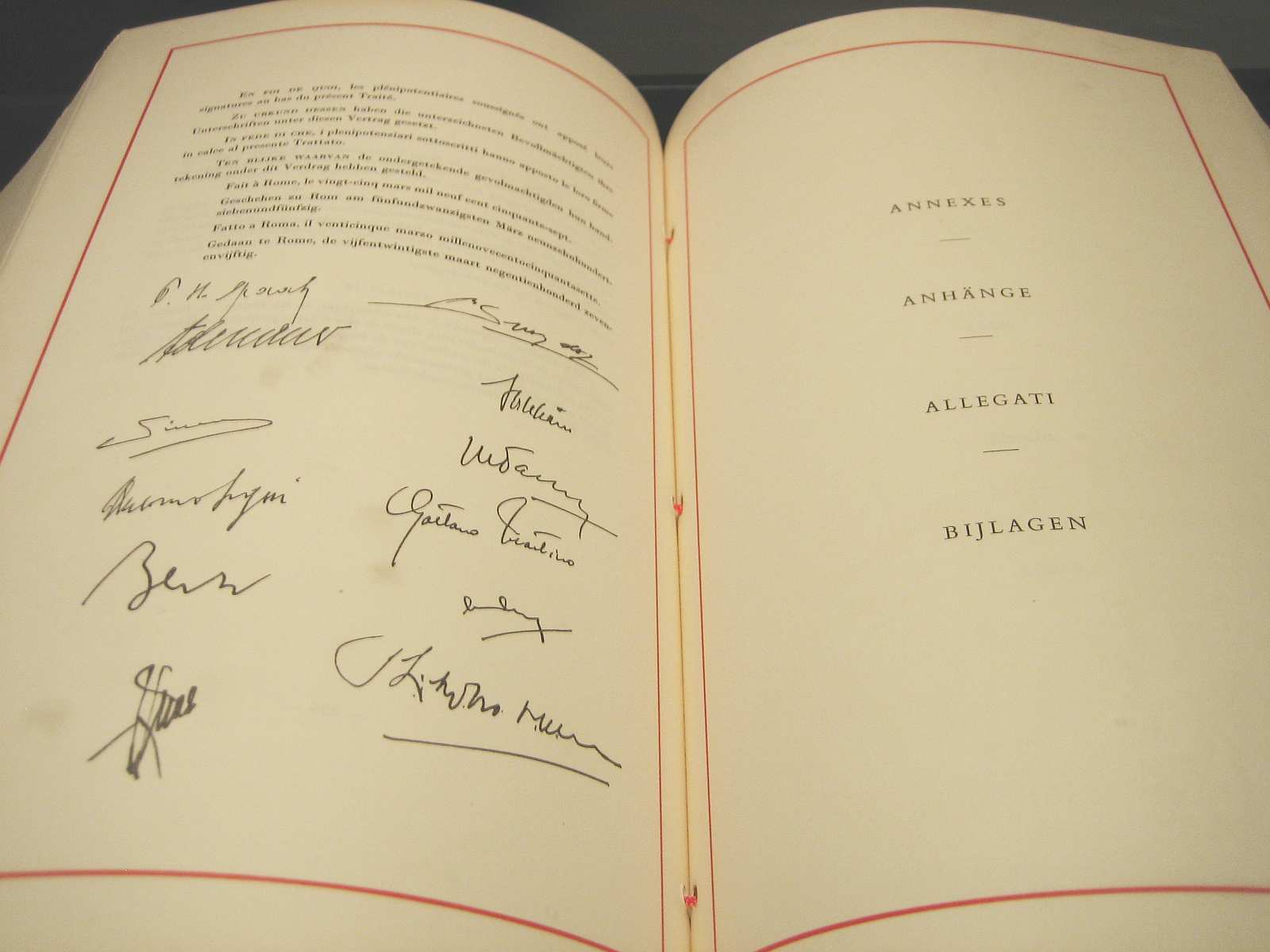
Fördragets sista sida innan bilagorna.

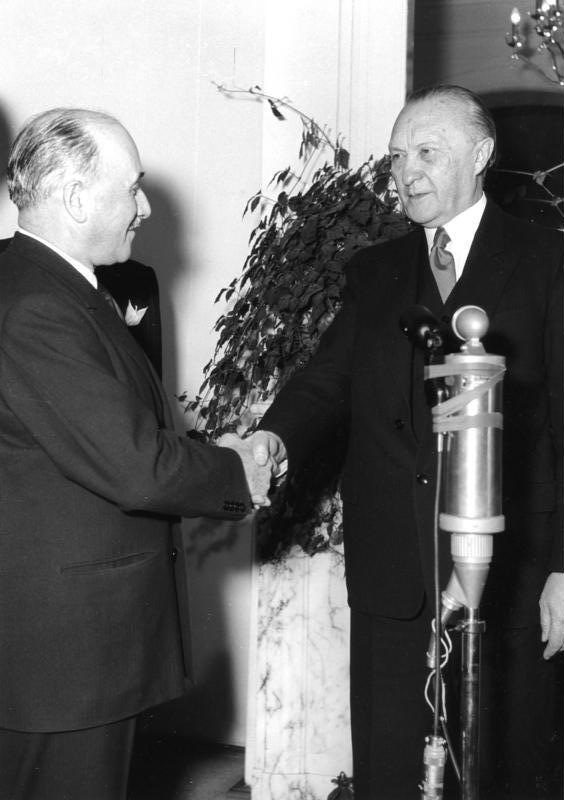
Jean Monnet träffar den tyske regeringschefen Konrad Adenauer.

Fördraget om upprättandet av Europeiska kol- och stålgemenskapen signerades 1951 och upprättade Europeiska kol- och stålgemenskapen (EKSG). Det var den första internationella gemenskapen som baserades på överstatlighet, med syftet att förbättra Europas ekonomi och förhindra framtida krig genom att integrera dess medlemsstater med varandra. Med målet att skapa ett federalt Europa, föreslogs bildandet av ytterligare två gemenskaper; en europeisk försvarsgemenskap (EFG) och en europeisk politisk gemenskap (EPG). Under tiden som gemenskapens parlamentariska församling höll på att utarbeta fördraget till EPG, röstades fördraget om upprättandet av Europeiska försvarsgemenskapen (EFG-fördraget) ned i Frankrikes parlament. Jean Monnet, en av frontfigurerna bakom gemenskaperna, avgick i protest från posten som Höga myndighetens ordförande och påbörjade istället arbetet med andra gemenskaper, baserade på ekonomisk integration istället för politisk integration. Som ett resultat av energikriser, föreslog gemensamma församlingen att EKSG:s befogenheter skulle utökas till att omfatta även andra resurser. Emellertid önskade Jean Monnet en separat gemenskap som skulle ha hand om kärnkraft, och Louis Armand fick uppgiften att undersöka möjligheterna för kärnkraft i Europa.
Slutsatsen i rapporten var att det behövdes ytterligare utveckling inom kärnkraftsområdet för att täcka elunderskottet som uppstått på grund av minskade kollager och för att öka oberoendet av olja. Benelux-länderna och Tyskland var också angelägna om att skapa en allmän tullunion, vilket dock Frankrike motsatte sig på grund av dess protektionism. Jean Monnet såg det därför som en för stor och svår uppgift. I slutänden föreslog Monnet skapandet av två separata gemenskaper, med syfte att tillfredsställa alla intressen. Som ett resultat av Messinakonferensen 1955, utsågs Paul-Henri Spaak till ordförande för en förberedande kommitté, vars uppgift var att ta fram en rapport om förberedelserna för en inre europeisk marknad.

### Utarbetning av nytt fördrag
Spaak-rapporten, som hade utarbetats av Spaak-kommittén, låg till grund för den fortsatta utvecklingen och accepterades vid Venedigkonferensen i maj 1956. Då beslutades att en regeringskonferens skulle organiseras, som utarbetade två nya fördrag. Spaak-rapporten utgjorde hörnstenen vid regeringskonferensens förhandlingar.
Konferensen kom fram till att de nya gemenskaperna skulle ha samma parlamentariska församling och domstol som EKSG. De skulle dock inte dela Höga myndigheten med EKSG. De två nya höga myndigheterna kallades för kommissioner, på grund av deras begränsade befogenheter. Frankrike var motvilligt att acceptera mer överstatlig makt och således fick de nya kommissionerna endast grundläggande befogenheter och viktiga beslut var tvungna att godkännas av rådet, som nu antog beslut genom majoritetsbeslut.
Konferensen ledde till undertecknandet av EEG-fördraget den 25 mars 1957 vid Palazzo dei Conservatori vid Capitolium i Rom. I mars 2007 rapporterade BBC att förseningar i tryckningen av fördraget medförde att dokumentet vid undertecknandet innehöll blanka sidor. Detta har senare bekräftats av bland annat tidigare kommissionsordförande José Manuel Barroso. Efter att ha ratificerats av de sex signatärstaterna trädde fördraget i kraft den 1 januari 1958.

## Syfte och innehåll
I det ursprungliga EEG-fördraget återfanns bestämmelser om framför allt den gemensamma tullunionen.

### Europeiska ekonomiska gemenskapen
Den viktigaste förändringen som EEG-fördraget innebar var inrättandet av Europeiska ekonomiska gemenskapen, och därigenom etablerandet av en tullunion. Även om målet redan vid signeringen av EEG-fördraget var upprättandet av en marknad med fri rörlighet för varor, personer, tjänster och kapital, så var själva fördraget bara början på den utveckling som slutligen realiserade dessa mål.

### Andra bestämmelser

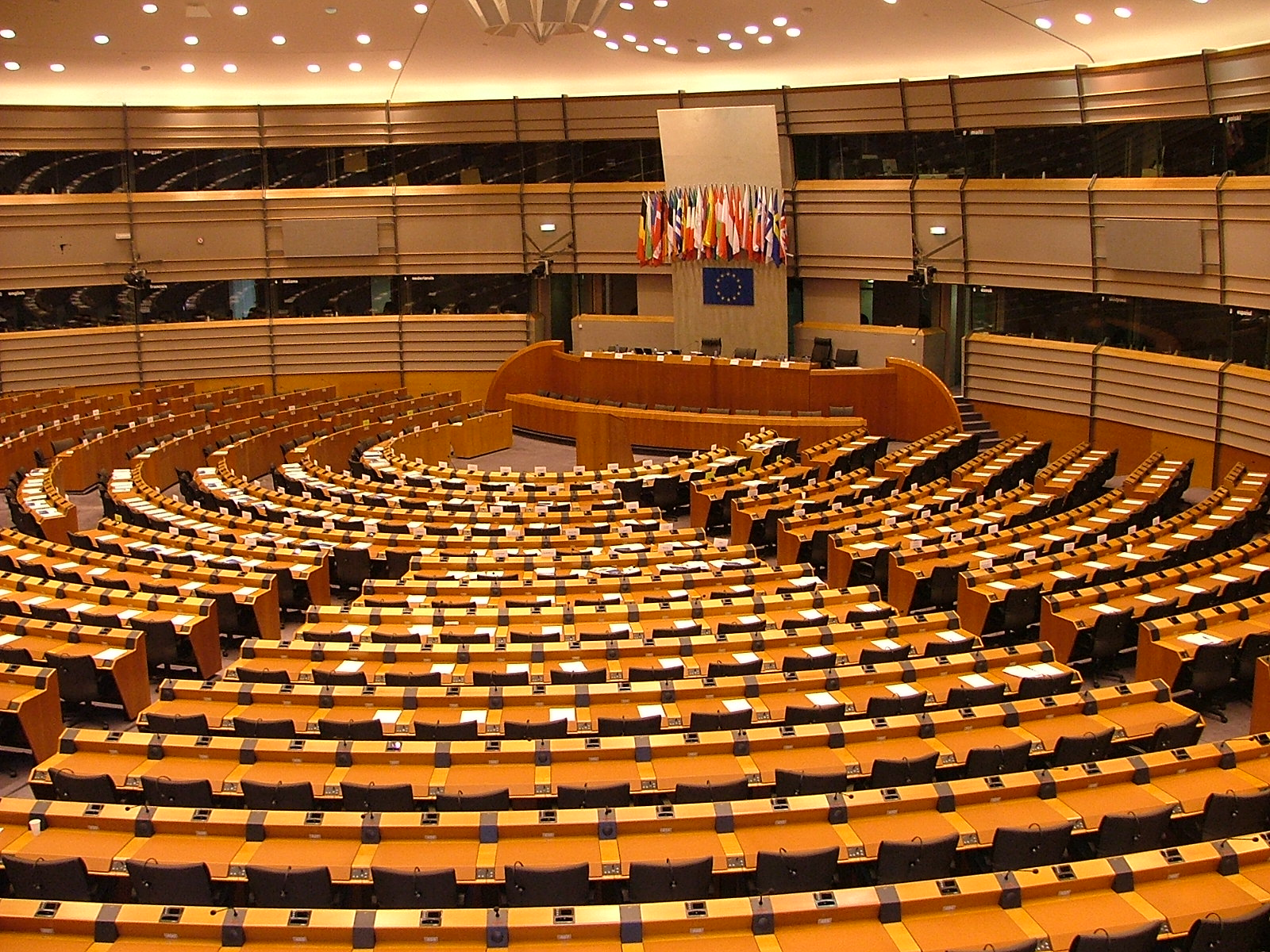
Parlamentet delades med EKSG.

Genom EEG-fördraget upprättades en kommission och ett råd för EEG, som motsvarade Höga myndigheten respektive rådet för Europeiska kol- och stålgemenskapen (EKSG). Däremot delade EEG domstol och parlamentarisk församling med EKSG.
Med EEG-fördraget inleddes också samarbete mellan medlemsstaterna inom det jordbrukspolitiska området, däribland en gemensam jordbrukspolitik. Redan i det ursprungliga fördraget återfanns även bestämmelser om de fyra friheterna, inklusive fri rörlighet för arbetstagare och etableringsrätt. Därutöver återfanns bestämmelser om social- och transportpolitisk samt ekonomisk politik.
Många av de bestämmelser som fanns med i det ursprungliga EEG-fördraget var bara början på det som senare blev ett betydligt mer omfattande EG-fördrag.

### Senare förändringar

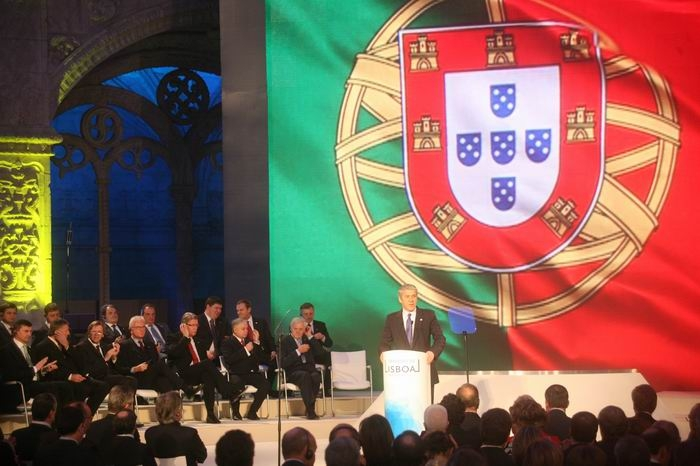
Lissabonfördraget signerades den 13 december 2007 i Lissabon.

Sedan EEG-fördragets ikraftträdande har det ändrats upprepande gånger genom efterföljande anslutnings- och ändringsfördrag. De viktigaste förändringarna skedde genom fördraget om Europeiska unionen (EU-fördraget) 1993 och Lissabonfördraget 2009.
EU-fördraget innebar att EEG-fördraget blev EG-fördraget, samtidigt som EEG ersattes av Europeiska gemenskapen (EG). Den stora skillnaden mellan EEG och EG var att EG innefattade mer än bara en tullunion. Framför allt innefattade EG även en långtgående inre marknad och en gemensam monetär politik. EG var i sin tur bara en del av Europeiska unionens första pelare. Bestämmelserna om de två andra pelarna återfanns helt och hållet i EU-fördraget. Varje pelare utgjorde en juridisk person, där EG var den juridiska efterträdaren till EEG.
Det var först genom Lissabonfördraget 2009 som EU i sin helhet blev en juridisk person. Då ersattes EG och de två andra pelarna formellt av unionen. EG-fördraget ändrades till EUF-fördraget, och det europeiska samarbetet fördjupades ytterligare. Framför allt integrerades det polisiära samarbetet i den överstatliga delen av EU.
| Årtal | 1952 | 1954                         | 1958 | 1967                                       | 1987                                       | 1993                                               | 1999                                              |                                                   | 2003                                              | 2009                    |                         |
|       |      |                              |      | Europeiska gemenskaperna:                  |                                            |                                                    |                                                   |                                                   |                                                   |                         |                         |
|       |      |                              |      | Europeiska atomenergigemenskapen (EURATOM) |                                            |                                                    |                                                   |                                                   |                                                   |                         |                         |
|       |      |                              |      | Europeiska kol- och stålgemenskapen (EKSG) | Europeiska kol- och stålgemenskapen (EKSG) |                                                    |                                                   |                                                   |                                                   | Europeiska unionen (EU) | Europeiska unionen (EU) |
|       |      |                              |      | Europeiska ekonomiska gemenskapen (EEG)    | Europeiska ekonomiska gemenskapen (EEG)    |                                                    | Europeiska gemenskapen (EG)                       | Europeiska gemenskapen (EG)                       | Europeiska gemenskapen (EG)                       | Europeiska unionen (EU) | Europeiska unionen (EU) |
|       |      |                              |      |                                            |                                            | Rättsliga och inrikes frågor (RIF)                 |                                                   |                                                   |                                                   | Europeiska unionen (EU) | Europeiska unionen (EU) |
|       |      |                              |      |                                            |                                            | Polissamarbete och straffrättsligt samarbete (PSS) |                                                   |                                                   |                                                   | Europeiska unionen (EU) | Europeiska unionen (EU) |
|       |      |                              |      |                                            | Europeiska politiska samarbetet (EPS)      | Gemensamma utrikes- och säkerhetspolitiken (GUSP)  | Gemensamma utrikes- och säkerhetspolitiken (GUSP) | Gemensamma utrikes- och säkerhetspolitiken (GUSP) | Gemensamma utrikes- och säkerhetspolitiken (GUSP) | Europeiska unionen (EU) | Europeiska unionen (EU) |
|       |      | Västeuropeiska unionen (VEU) |      |                                            |                                            |                                                    |                                                   |                                                   |                                                   | Europeiska unionen (EU) | Europeiska unionen (EU) |
|       |      |                              |      |                                            |                                            |                                                    |                                                   |                                                   |                                                   |                         |                         |

## Ratificeringsprocessen

Slutgiltig deposition avklarad
Ratificeringsförfarandet avklarat
Ratificeringsförfarandet ej klart
Ratificeringsförfarandet stoppat

För att träda i kraft var fördraget om upprättandet av Europeiska ekonomiska gemenskapen, sedermera fördraget om Europeiska unionens funktionssätt, tvunget att ratificeras av alla medlemsstater i Europeiska kol- och stålgemenskapen. Samtliga sex medlemsstater valde att genomföra sin ratificering genom parlamentariska förfaranden, det vill säga utan att hålla folkomröstning.
Ratificeringen skedde parallellt med ratificeringen av fördraget om upprättandet av Europeiska ekonomiska gemenskapen. I de flesta medlemsstaterna godkändes båda fördragen i klump, men i franska nationalförsamlingen behandlades fördragen var för sig. Där erhöll Euratom-fördraget något mindre stöd än EEG-fördraget.
I samtliga medlemsstater genomfördes ratificeringen enligt samma mönster. Först skickades ärendet till det nationella parlamentet för ett medgivande. Därefter skickades ärendet vidare till statschefen för den formella ratificeringen av fördraget och promulgeringen av ratificeringslagen. Slutligen deponerades ratifikationsinstrumenten hos den italienska regeringen.
Genom senare anslutningsfördrag har antalet stater som är förbundna av bestämmelserna i fördraget utökats. Fördraget har också ändrats genom efterföljande ändringsfördrag. 1993 ändrade EU-fördraget namnet på fördraget till fördraget om upprättandet av Europeiska gemenskapen och 2009 fick fördraget sitt nuvarande namn genom Lissabonfördraget.

### Ratificeringsförfarandet i detalj
| Belgien |  | 1957-03-25         |                    | 1957-11-28         |                    | 1957-12-02 |  | 1957-12-13 |  |     |   |   |  |
| ------- |  | ------------------ | ------------------ | ------------------ | ------------------ | ---------- |  | ---------- |  | --- | - | - |  |
|         |  | Deputeradekammaren | Deputeradekammaren | Deputeradekammaren | Deputeradekammaren | Godkänt    |  | 1957-11-19 |  | 174 | 4 | 2 |  |
|         |  | Senaten            | Senaten            | Senaten            | Senaten            | Godkänt    |  | 1957-11-28 |  | 134 | 2 | 2 |  |

| Frankrike |  | 1957-03-25           |                      | 1957-07-23           |                      | 1957-08-02 |  | 1957-11-25 |  |     |     |   |  |
| --------- |  | -------------------- | -------------------- | -------------------- | -------------------- | ---------- |  | ---------- |  | --- | --- | - |  |
|           |  | Nationalförsamlingen | Nationalförsamlingen | Nationalförsamlingen | Nationalförsamlingen | Godkänt    |  | 1957-07-09 |  | 342 | 239 | 0 |  |
|           |  | Senaten              | Senaten              | Senaten              | Senaten              | Godkänt    |  | 1957-07-23 |  | 219 | 68  | 0 |  |

| Italien |  | 1957-03-25         |                    | 1957-10-09         |                    | 1957-10-14 |  | 1957-11-23 |  |                |     |    |  |
| ------- |  | ------------------ | ------------------ | ------------------ | ------------------ | ---------- |  | ---------- |  | -------------- | --- | -- |  |
|         |  | Deputeradekammaren | Deputeradekammaren | Deputeradekammaren | Deputeradekammaren | Godkänt    |  | 1957-07-30 |  | 311            | 144 | 54 |  |
|         |  | Senaten            | Senaten            | Senaten            | Senaten            | Godkänt    |  | 1957-10-09 |  | Ingen votering |     |    |  |

| Luxemburg |  | 1957-03-25  |             | 1957-11-26  |             | 1957-11-30 |  | 1957-12-13 |  |    |   |   |  |
| --------- |  | ----------- | ----------- | ----------- | ----------- | ---------- |  | ---------- |  | -- | - | - |  |
|           |  | Parlamentet | Parlamentet | Parlamentet | Parlamentet | Godkänt    |  | 1957-11-26 |  | 46 | 4 | 0 |  |

| Nederländerna |  | 1957-03-25        |                   | 1957-12-04        |                   | 1957-12-05 |  | 1957-12-13 |  |                |    |    |  |
| ------------- |  | ----------------- | ----------------- | ----------------- | ----------------- | ---------- |  | ---------- |  | -------------- | -- | -- |  |
|               |  | Representanthuset | Representanthuset | Representanthuset | Representanthuset | Godkänt    |  | 1957-10-05 |  | 114            | 12 | 24 |  |
|               |  | Senaten           | Senaten           | Senaten           | Senaten           | Godkänt    |  | 1957-12-04 |  | Ingen votering |    |    |  |

| Västtyskland |  | 1957-03-25    |               | 1957-07-19    |               | 1957-07-27 |  | 1957-12-09 |  |                |   |   |  |
| ------------ |  | ------------- | ------------- | ------------- | ------------- | ---------- |  | ---------- |  | -------------- | - | - |  |
|              |  | Förbundsdagen | Förbundsdagen | Förbundsdagen | Förbundsdagen | Godkänt    |  | 1957-07-05 |  | Ingen votering |   |   |  |
|              |  | Förbundsrådet | Förbundsrådet | Förbundsrådet | Förbundsrådet | Godkänt    |  | 1957-07-19 |  | 68             | 0 | 0 |  |